# Piero Liatti
Piero Liatti (Biella, 1962. március 7. –) olasz autóversenyző, egyszeres rali-világbajnoki futamgyőztes.

## Pályafutása
1990 és 2004 között vett részt a rali-világbajnokságon. Ez idő alatt ötvenhárom versenyen indult, kilenc alkalommal állt dobogón, hetvenkét  szakaszon lett első, és az 1997-es Monte Carlo-ralin megszerezte karrierje egyetlen világbajnoki győzelmét. Pályafutása során több gyári csapatban is versenyzett, ezek: Subaru, Ford, SEAT, Hyundai. Legjobb összetett világbajnoki helyezését az 1996-os szezonban érte el, amikor is az ötödik helyen zárta az évet.

### Rali-világbajnoki győzelem
| #  | Dátum              | Rali             | Versenyző     | Autó               | Összefoglaló |
| -- | ------------------ | ---------------- | ------------- | ------------------ | ------------ |
| 1. | 1997. január 19-22 | Monte Carlo-rali | Fabrizia Pons | Subaru Impreza WRC | Összefoglaló |

## Külső hivatkozások
- Profilja a rallybase.nl honlapon
- Profilja az ewrc.cz honlapon